# Suzuki G
Suzuki G — серия трёх- и четырёхцилиндровых двигателей внутреннего сгорания, производимых японской компанией Suzuki Motor Corporation для различных автомобилей, в первую очередь, основанных на платформе GM M, а также для многих небольших грузовых автомобилей, таких как Suzuki Samurai, Suzuki Vitara и их производных.

## Рядные трёхцилиндровые двигатели

### G10
G10 (иногда называемый «G10A») — 1,0-литровый (993 см3) рядный трёхцилиндровый четырёхтактный бензиновый двигатель с блоком цилиндров, головкой блока цилиндров и поршней из алюминиевого сплава. Диаметр цилиндра и ход поршня — 74 мм × 77 мм. В зависимости от года выпуска и рынка, двигатель G10 мог поставляться либо с карбюратором, либо с электронным впрыском топлива. Также существовал вариант G10T с турбокомпрессором IHI RHB31/32. Он имеет один верхний распредвал, приводящий в движение 6 клапанов. Расстояние между цилиндрами составляет 84 мм, как и у четырёхцилиндровых двигателей G13/G15/G16. Двигатели G10 и G10T поставлялись с коваными железными шатунами.
Двигатели G10 ранних выпусков (с 1988 года) имели полусферическую конструкцию головки с коромыслами и механическими подъёмниками. Размеры впускных коллекторов составляли 36 мм, а выпускных — 30 мм. Двигатели G10 поздних выпусков (с 1989 года) оснащались системой впрыска топлива в корпус дроссельной заслонки. Вместо клапанного механизма коромысла применялся распредвал прямого действия с гидрокомпенсаторами. Охлаждающая жидкость выводилась из двигателя через головку блока цилиндров, размеры впускных коллекторов уменьшились до 35 мм, а выпускных — до 28 мм. Несмотря на меньшие клапаны, наиболее ограничительную головку блока цилиндров и идентичную степень сжатия, количество лошадиных сил фактически увеличилось. Двигатель мощностью 37 кВт (49 л. с.) с немного другим распредвалом, двухкольцевыми поршнями и по-разному настроенным ЭБУ применялся в Geo Metro XFi, чей расход топлива составлял 4,1 л/100 км. Последним автомобилем с двигателем G10 стал выпускавшийся с 2000 года Chevrolet Metro, где применялась система впрыска топлива в дроссельную заслонку.
Общая степень сжатия большинства атмосферных двигателей G10 составляла 8,3:1. Количество двигателей колебалось на протяжении многих лет и, как правило, варьировалось в зависимости от региона; при этом японские модели часто имеют самые высокие рейтинги. С 1982 года на нидерландском рынке заявленная мощность двигателя G10 составляла 39 кВт (49 л. с.) при 5800 об/мин, а крутящий момент — 74,5 Н·м при 3600 об/мин, в то время как с 1983 года на японском рынке заявленная мощность двигателя G10 составляла 59 л. с. при 5500 об/мин, а крутящий момент — 12,0 кг·м (87 фунт-фут) при 3500 об/мин. На североамериканском рынке заявленная мощность двигателя G10 составляла 48 л. с. при 5100 об/мин, а крутящий момент — 57 фунт-фут при 3200 об/мин. Несмотря на повышенную степень сжатия, номинальная мощность ориентированного на эффективность двигателя G10, применявшегося в Chevrolet Sprint ER, была снижена до 46 л. с. при 5100 об/мин. Крутящий момент — на уровне 58 фунт-фут при 3200 об/мин. Заявленная мощность двигателей G10T ранних выпусков на североамериканском рынке составляла 52 кВт (70 л. с.) при 5500 об/мин, а крутящий момент — 79 (с 1989 года — 80) фунт-фут при 3500 об/мин. Некоторые североамериканские версии (чаще всего — G10T, выпускавшиеся с 1989 года, и некоторые двигатели ранних выпусков) имеют «электронный впрыск топлива» вместо «электронного впрыска бензина» на международном уровне, в то время как некоторые японские версии оснащались другим кожухом воздушного фильтра.
В 1992 году двигатели G10 вновь были обновлены для некоторых рынков, хотя и с гораздо меньшими изменениями, чем в 1989 году. Эти изменения соответствовали фейслифтингу, который получили автомобили GM M-Body. Вакуумное опережение зажигания было заменено электронным опережением, управляемым ЭБУ. Почти на всех рынках двигатели G10 имели систему рециркуляции выхлопных газов. Клапанная крышка также была заменена на более гладкий ребристый корпус, по сравнению с плоской блочной крышкой, применявшейся ранее. В 1992 году мощность была снижена до 52 л. с. при 5700 об/мин. Крутящий момент — 56 фунт-фут при 3300 об/мин.
Из-за физики рядного трёхцилиндрового двигателя, двигатель G10 имеет тенденцию работать на холостом ходу не так плавно, как другие двигатели, такие как рядный шестицилиндровый двигатель. Конструкция клапанного механизма — без помех.

#### Применения
- 1985—2001 Suzuki Cultus и ребеджинговые модели: Chevrolet Sprint, Geo/Chevrolet Metro, Pontiac Firefly, Suzuki Swift, Suzuki Forsa
- 11.1984 — Suzuki Cultus AA41S AB41S
- 1988 — Suzuki Cultus AA43S AA43V AB43S AA44S AB44S

##### Сверхлёгкие самолёты
- ICP Savannah

### G10T
В течение 1983—1991 модельных годов турбодвигатель G10T MPFI применялся в автомобилях на некоторых рынках. Двигатель развивал мощность 52 кВт (70 л. с.) при 5000 об/мин и крутящий момент 107 Н·м при 3500 об/мин. С 1987 по 1988 год двигатель применялся в моделях Firefly/Sprint/Forsa на рынках США и Канады. С 1989 по 1991 год модели Firefly/Sprint на канадском рынке имели гидравлические подъёмники. На внутреннем рынке Японии двигатель изначально был карбюраторным и развивал мощность 59 кВт (79 л. с.) при 5500 об/мин по стандарту JIS и крутящий момент 118 Н⋅м при 3500 об/мин. Продажи начались в июне 1984 года. В октябре 1987 года, параллельно с фейслифтингом автомобилей, на внутреннем рынке Японии двигатель G10T получил систему впрыска топлива, однако выходная мощность была увеличена до 60 кВт (81 л. с.) по стандарту JIS, а крутящий момент — до 120 Н⋅м. К сентябрю 1988 года продажи автомобилей Suzuki Cultus на внутреннем японском рынке были прекращены. Тем не менее на канадском рынке двигатель G10T продолжал применяться во втором поколении Cultus.

## Рядные четырёхцилиндровые двигатели

### G10B
G10B (также известный как G10BB) — полностью алюминиевый четырёхцилиндровый 16-клапанный двигатель объёмом 1,0 л (993 см3) с клапанным механизмом SOHC. Диаметр цилиндра и ход поршня — 72 мм × 61 мм, мощность — 44 кВт (59 л. с.) при 6000 об/мин, крутящий момент — 78 Н⋅м при 4500 об/мин. Двигатель выпускался как в карбюраторном виде, так и в форме MPFI. Благодаря своей лёгкой массе и настраиваемости двигатель широко применялся в автоспорте в Индии. Точки крепления блока цилиндров были аналогичны таковым у G13. Двигатель выпускался подразделением Maruti Suzuki, но применялся в автомобилях во всех странах, где продавался Zen.
Но Zen, который продавался в Европе под названием Suzuki Alto 1.0, поставлялся с 8-клапанным двигателем G10B мощностью 40 кВт (53 л. с.) при 5500 об/мин и крутящим моментом 77 Н⋅м при 4500 об/мин.

#### Применения
- 1993—2006 Maruti Zen (продавался под названием Suzuki Alto в Европе и Австралии)
- 2007—2017 Suzuki Cultus (хетчбэк) (Пакистан)[4]
- 1999—2007 Ford Pronto (Тайвань)

### G12
G12B — рядный четырёхцилиндровый 16-клапанный двигатель с клапанным механизмом SOHC, в котором применяются блок цилиндров, головка блока цилиндров и поршни из алюминиевого сплава. Он выпускался на основе двигателя G13BB путём уменьшения диаметра цилиндра до 71 мм, в то время как ход поршня остался прежним — 75,5 мм. Рабочий объём составляет 1,2 л (1196 см3). Впрыск топлива — многоточечный. Двигатель соответствует стандарту BS6 (что соответствует раннему стандарту Euro 6). Мощность бензинового двигателя составляет 54 кВт (72 л. с.) при 6000 об/мин, а крутящий момент — 98 Н⋅м при 3000 об/мин, в то время как мощность двигателя на КПГ составляет 48 кВт (64 л. с.) при 6000 об/мин, а крутящий момент — 85 Н⋅м при 3000 об/мин.

#### Применения
- 2010 — настоящее время — Maruti Eeco
- 2016 — настоящее время — Maruti Suzuki Super Carry (только на КПГ)

### G13
G13 — рядный четырёхцилиндровый двигатель с блоком цилиндров, головкой блока цилиндров и поршнями из алюминиевого сплава. Рабочий объём двигателя G13A составляет 1,3 л (1324 см3), а рабочий объём других двигателей — 1,3 л (1298 см3). Подача топлива осуществляется либо через карбюратор, либо через впрыск топлива в корпус дроссельной заслонки, либо через многоточечный впрыск топлива.
Двигатель с клапанным механизмом SOHC имел 8—16 клапанов, в то время как двигатель с клапанным механизмом DOHC имел 16 клапанов. Диаметр цилиндра и ход поршня всех двигателей составляют 74 мм × 75,5 мм, в то время как ход поршня двигателя G13A составляет 77 мм. В Индонезии также выпускался вариант G13C объёмом 1,4 л (1360 см3), чьи диаметр цилиндра и ход поршня составляют 75 мм.

#### G13A
8-клапанный двигатель G13A объёмом 1324 см3 имеет клапанный механизм SOHC. Конструкция клапанного механизма — без помех. Мощность варьируется от 60 до 70 л. с., а крутящий момент — 90—100 Н⋅м.
- Диаметр цилиндра x ход поршня: 74 мм x 77 мм
- Степень сжатия: 8,9:1
- Высота деки блока цилиндров: 186,8 мм
- Объём головки блока цилиндров: 32,2 см3
- Толщина прокладки головки головки (в сжатом виде): 1,2 мм
- Диаметр впускного коллектора: 36 мм
- Диаметр выпускного коллектора: 30 мм

##### Применения
- 11.1984—1988 Suzuki Cultus/Swift
- 1984—1988 Suzuki Jimny 1300 (JA51)
- 1985—1988 Holden Barina MB/ML (Австралия/Новая Зеландия)
- 1986—1990 Suzuki Samurai
- 1992—1998 Suzuki Margalla (Пакистан)[5]

#### G13B
16-клапанный двигатель G13B объёмом 1298 см3 с клапанным механизмом DOHC имеет диаметр цилиндра и ход поршня 74 мм x 75,5 мм. В двигателе применяется старый распределитель, приводимый в движение от впускного распределительного вала. Мощность двигателя составляет примерно 56—75 кВт (75—101 л. с.) при 6500 об/мин, а крутящий момент — 109—112 Н⋅м при 5000 об/мин. Красная зона составляет 7400—7600 об/мин, степень сжатия варьируется от 10,0 до 11,5:1. Двигатель имеет конструкцию клапанного механизма с натягом, что делает периодическую замену ремня ГРМ жизненно важной для срока службы двигателя.

##### Применения
- 1985 Suzuki RS/1 (прототип)
- 1986—1994 Suzuki Cultus/Swift GTi AA33S/AA34S

#### G13BA
8-клапанный двигатель G13BA с карбюратором или одноточечным впрыском топлива развивает мощность 50—54 кВт (67—72 л. с.) и крутящий момент 100—103 Н⋅м. Степень сжатия составляет 9,5:1, конструкция клапанного механизма — без помех. В 1995—1997 годах версии для рынков США и Канады имели гидравлические регуляторы зазора.

##### Применения
- 1989 Suzuki Sidekick (комплектация JA)[6]
- 1989—1993 Holden Barina — (карбюратор: 53 кВт (71 л. с.) при 6000 об/мин; 102 Н⋅м при 4000 об/мин)
- 1989—1997 Suzuki Swift
- 1991—1995 Suzuki Samurai
- 1991—2004 Chevrolet Swift
- 1992—1997 Geo Metro
- 1993—1998 Suzuki Jimny (JB31/32)
- 1994—2000 Maruti Esteem
- 1996—2004 Subaru Justy
- 06.1994—03.2000 Maruti Gypsy King

#### G13BB

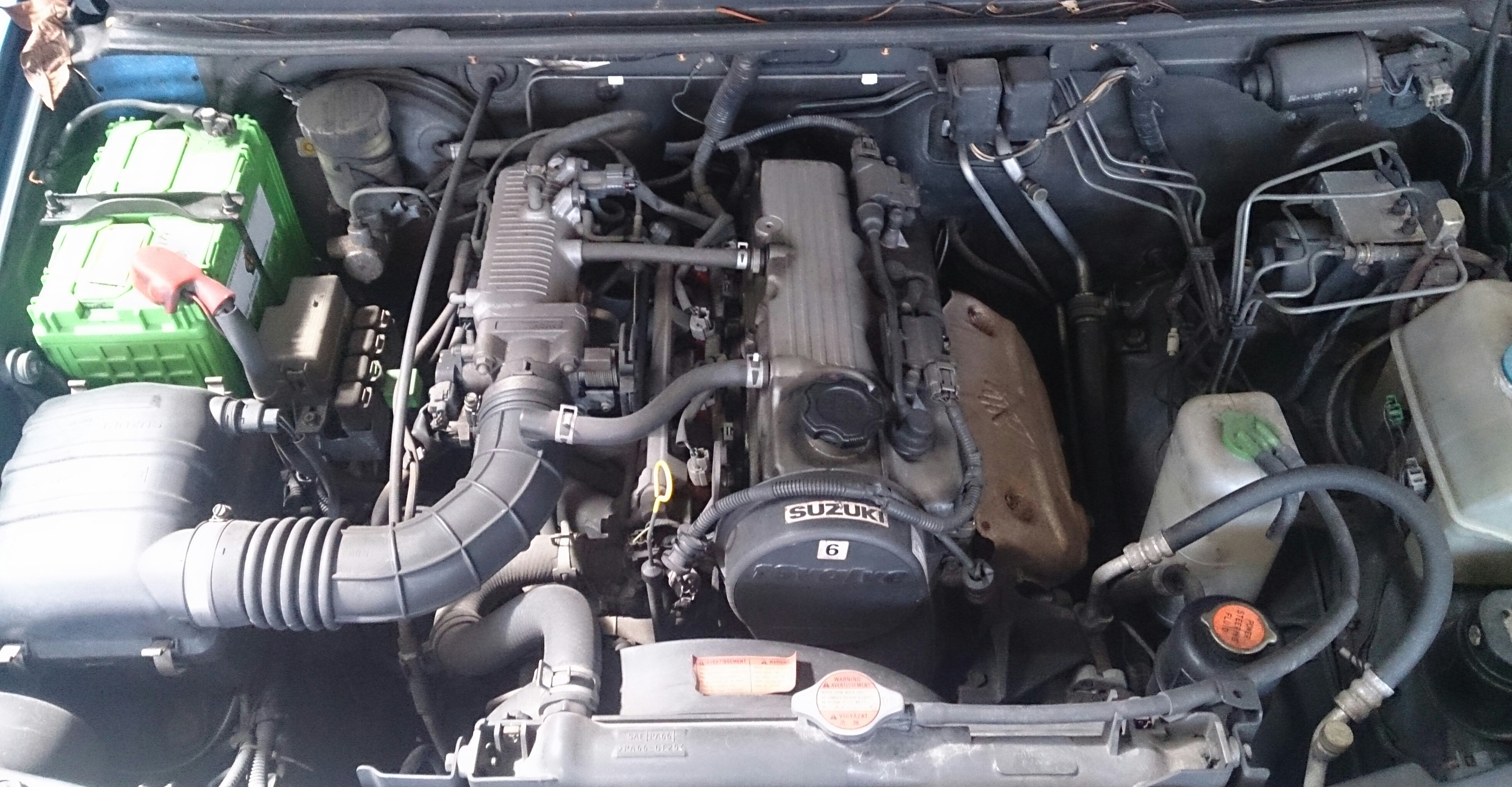
Двигатель G13BB в третьем поколении Jimny

G13BB (представленный в марте 1995 года) — 16-клапанный двигатель с клапанным механизмом SOHC и системой многоточечного впрыска топлива (MPFI). Мощность составляет 56—63 кВт (75—84 л. с.), а крутящий момент 104—115 Н⋅м. В двигателе G13BB применяется искровая схема, состоящая из двух катушек, прикреплённых болтами непосредственно к крышке клапана. Датчик массового расхода воздуха для контроля давления в коллекторе был аналогичен таковому у G16B. Конструкция клапанного механизма — без помех.

##### Применения
- 1995—2002 Suzuki Cultus Crescent
- 1997—2003 Suzuki Swift
- 1998—2001 Chevrolet Metro/Pontiac Firefly/Suzuki Swift
- 1998—2003 Suzuki Jimny
- 1998—2007 Maruti Esteem
- 1999—2015 Changan Linyang
- 2000—2004 Suzuki Every Landy/Carry 1.3
- 2000—2006 Suzuki Wagon R+ (Европа)[8]
- 2000—2017 Maruti Gypsy King
- 2001—2004 Subaru Justy
- 2001—2009 Maruti Suzuki Versa (Индия)

#### G13C
Рабочий объём двигателя G13C составляет 1,4 л (1360 см3), диаметр цилиндра и ход поршня — 75 мм × 77 мм, мощность — 54 кВт (72 л. с.) при 6000 об/мин. Двигатель был разработан индонезийской дочерней компанией Suzuki. Также применялся в Suzuki Futura 1400 на малайзийском рынке. Впервые двигатель был представлен в 1991 году на Suzuki Carry Futura. 

##### Применения
- 1991—1999 Suzuki Carry Futura SL413 (ST130)

#### G13K
G13K — версия двигателя G13B для японского домашнего рынка. В двигателе применяются различные кулачки, впускной и выпускной коллекторы и ЭБУ с отключением подачи топлива при 8600 об/мин. Мощность двигателя — 115 л. с. Двигатель применялся в Cultus GT-i — версии Swift GTi для японского рынка.

### G15A
G15A — 1,5-литровый (1493 см3) 16-клапанный двигатель с клапанным механизмом SOHC мощностью 57—77 кВт (78—105 л. с.) при 5500—6500 об/мин и крутящим моментом 120—128 Н⋅м при 3000—4000 об/мин. Диаметр цилиндра — 75 мм, ход поршня — 84,5 мм.

#### Применения
- 1991—1995 Suzuki Cultus (седан)
- 1995—2002 Suzuki Cultus Crescent/Baleno
- 2000—2018 Suzuki Carry Futura (ST150, Индонезия)
- 2004 — настоящее время Suzuki APV (Индонезия/Пакистан)
- 2011—2019 Suzuki Mega Carry (Индонезия)

### G16
G16 — рядный четырёхцилиндровый двигатель объёмом 1,6 л (1590 см3). Диаметр цилиндра составляет 75 мм, а ход поршня — 90 мм.

#### G16A
G16A — 16-клапанный (до 1990 года — 8-клапанный) двигатель с клапанным механизмом SOHC и системой впрыска EPI. В основном, 16-клапанный двигатель G16A применяется в автомобилях на японском и некоторых отдельных рынках.
Карбюраторный двигатель G16A, применявшийся в Vitara на австралийском рынке, развивает заявленную мощность 55 кВт (74 л. с.) при 5250 об/мин и крутящий момент 122,5 Н⋅м при 3100 об/мин.
Инжекторный двигатель G16A с одноточечным впрыском топлива, применявшийся в Vitara на европейском рынке, развивает номинальную мощность 59 кВт (79 л. с.) при 5500 об/мин и крутящий момент 127 Н⋅м при 3000 об/мин по стандарту EEC netlet.

##### Применения
- 1989—1992 Suzuki Sidekick (8 клапанов)
- 1988—1990 Suzuki Escudo (8 клапанов)
- 1990—2000 Suzuki Escudo (16 клапанов)
- 1990—2001 Suzuki Cultus (седан)
- 1996—1998 Suzuki X-90
- 1997—2000 Suzuki Carry Futura (ST160, Индонезия)
- 2005 — настоящее время Suzuki APV (за исключением Индонезии и Пакистана)

#### G16B
G16B — версия двигателя G16A для мировых рынков. Двигатель имеет алюминиевый блок цилиндров с мокрыми гильзами и алюминиевую головку блока цилиндров, диаметр цилиндра и ход поршня составляют 75 мм × 90 мм, а степень сжатия — 9,5:1. Впрыск топлива — многоточечный (MPFI). В зависимости от года выпуска и рынка двигатель может иметь распределительное или бесраспределительное зажигание с использованием двух различных типов отработанных искровых катушек. Мощность двигателя составляет 69—71 кВт (93—96 л. с.) при 5600 об/мин, а крутящий момент — 132—140 Н⋅м при 4000 об/мин.

##### Применения
- 1992—2005 Suzuki Vitara
- 1992—1997 Suzuki Cultus/Swift/Esteem
- 1995—2002 Chevrolet Tracker (США)
- 1995—2007 Suzuki Baleno/Esteem
- 1996—1998 Geo Tracker
- 1996—1998 Suzuki Sidekick